# Super Liga (Moldau)
Die Super Liga (bis 2022 Divizia Națională) ist die höchste Spielklasse im moldauischen Fußball. Sie wird vom moldauischen Fußballverband betrieben.

## Geschichte
Während der Sowjetzeit wurde in der moldauischen Teilrepublik ein regionaler Meister ausgespielt. Seit der Unabhängigkeit des Landes wird seit 1992 ein eigenständiger Landesmeister ermittelt.
Im Frühjahr 1992 gewann Zimbru Chișinău in einer zwölf Mannschaften umfassenden Liga die erste moldauische Meisterschaft. Bis ins Jahr 2000 dominierte der Klub die Meisterschaft und wurde nur 1997 von Constructorul Chișinău überragt. Seit 2001 dominiert Sheriff Tiraspol die Meisterschaft.
Die Anzahl der Mannschaften in der ersten Liga variiert. Waren zunächst zwölf Mannschaften erstklassig, spielten ab der zweiten Saison 16 Vereine um den Titel. 1994/95 waren es nur noch 14, in der folgenden Saison wieder 16. Ab 1997 erfolgte eine Reduzierung: zunächst auf 14 Vereine, ab 1998 auf zehn Mannschaften. Ab 2000/01 gab es nur noch acht Mannschaften in der ersten Liga, zur Saison 2006/07 wurde wieder auf zehn Klubs aufgestockt. 2009/10 waren es kurzzeitig 14 Teams. Seitdem wird mit fast jährlich wechselnder Anzahl zwischen acht und elf  Mannschaften gespielt.

## Aktueller Modus
Ab der Saison 2021/22 spielen acht Mannschaften um den Titel des moldauischen Meisters in der Super Liga. Diese spielen zunächst an 14 Spieltagen zwei Mal gegeneinander, jeweils einmal zuhause und einmal auswärts.
In der zweiten Phase spielen die besten sechs Mannschaften an zehn Spieltagen nochmals zwei Mal gegeneinander. Der Meister tritt in der Qualifikation zur UEFA Champions League an. Der Tabellenzweite und -dritte vertritt mit dem Pokalsieger Moldaus in der Qualifikation zur UEFA Europa Conference League. Bei Punktgleichheit zählt zunächst der direkte Vergleich. Bei der Ermittlung des Meisters wird bei Punktegleichheit gemäß Artikel 18.5. der Verordnung der moldauische Fußballmeisterschaft ein zusätzliches Spiel ausgetragen.
Der Siebte und Achte spielt mit den beiden Ersten und Zweiten der Liga 1 in einer Relegationsrunde an zehn Spieltagen zwei Startplätze für die folgende Saison aus.

## Teilnehmende Mannschaften
Folgende acht Mannschaften nehmen an der Saison 2024/25 teil:
| - Petrocub Hîncești (Meister) - FC Dacia Buiucani - FC Florești - FC Milsami - Sheriff Tiraspol - Spartanii Sportul - FC Bălți - Zimbru Chișinău |

## Bisherige Titelträger
- 1992:/00 Zimbru Chișinău
- 1992/93: Zimbru Chișinău
- 1993/94: Zimbru Chișinău
- 1994/95: Zimbru Chișinău
- 1995/96: Zimbru Chișinău
- 1996/97: Constructorul Chișinău
- 1997/98: Zimbru Chișinău
- 1998/99: Zimbru Chișinău
- 1999/00: Zimbru Chișinău
- 2000/01: Sheriff Tiraspol
- 2001/02: Sheriff Tiraspol
- 2002/03: Sheriff Tiraspol
- 2003/04: Sheriff Tiraspol
- 2004/05: Sheriff Tiraspol
- 2005/06: Sheriff Tiraspol
- 2006/07: Sheriff Tiraspol
- 2007/08: Sheriff Tiraspol
- 2008/09: Sheriff Tiraspol
- 2009/10: Sheriff Tiraspol
- 2010/11: FC Dacia Chișinău
- 2011/12: Sheriff Tiraspol
- 2012/13: Sheriff Tiraspol
- 2013/14: Sheriff Tiraspol
- 2014/15: FC Milsami
- 2015/16: Sheriff Tiraspol
- 2016/17: Sheriff Tiraspol
- 2017:/00 Sheriff Tiraspol
- 2018:/00 Sheriff Tiraspol
- 2019:/00 Sheriff Tiraspol
- 2020/21: Sheriff Tiraspol
- 2021/22: Sheriff Tiraspol
- 2022/23: Sheriff Tiraspol
- 2023/24: Petrocub Hîncești
- 2024/25: FC Milsami

## Ewige Tabelle
In der ewigen Tabelle sind alle Spiele seit der Unabhängigkeit 1992 erfasst. Zimbru Chișinău, der als einziger Verein an allen Spielzeiten teilgenommen hat, führt die Tabelle vor Rekordmeister Sheriff Tiraspol an.
Bläulich hinterlegte Vereine spielen in der Saison 2020/21 in der Divizia Națională.
| Pl.                    | Verein                      | Jahre | Sp. | S   | U   | N   | T+   | T-  | Diff. | Punkte | Ø-Pkt. | Titel |
| ---------------------- | --------------------------- | ----- | --- | --- | --- | --- | ---- | --- | ----- | ------ | ------ | ----- |
| 1.                     | Zimbru Chișinău             | 29    | 842 | 470 | 193 | 179 | 1505 | 631 | +874  | 1603   | 1,9    | 8     |
| 2.                     | Sheriff Tiraspol            | 22    | 650 | 482 | 111 | 57  | 1401 | 324 | +1077 | 1557   | 2,4    | 18    |
| 3.                     | FC Tiraspol 1               | 20    | 603 | 282 | 153 | 168 | 858  | 545 | +313  | 999    | 1,66   | 1     |
| 4.                     | FC Zaria Bălți 2            | 23    | 678 | 261 | 154 | 263 | 827  | 837 | −10   | 937    | 1,38   | –     |
| 5.                     | FC Dacia Chișinău           | 16    | 476 | 259 | 114 | 103 | 727  | 380 | +347  | 891    | 1,87   | 1     |
| 6.                     | FC Nistru Otaci 3           | 20    | 588 | 231 | 133 | 224 | 749  | 718 | +31   | 825    | 1,4    | –     |
| 7.                     | CS Tiligul-Tiras Tiraspol 4 | 17    | 492 | 225 | 126 | 141 | 761  | 502 | +259  | 801    | 1,63   | –     |
| 8.                     | FC Milsami                  | 11    | 326 | 167 | 57  | 102 | 478  | 289 | +189  | 558    | 1,71   | 1     |
| 9.                     | FC Dinamo Bender            | 14    | 423 | 116 | 89  | 218 | 453  | 769 | −316  | 437    | 1,03   | –     |
| 10.                    | FC Agro Chișinău            | 13    | 356 | 109 | 74  | 173 | 422  | 541 | −119  | 401    | 1,13   | –     |
| 11.                    | FC Iskra-Stali Rîbnița      | 7     | 234 | 90  | 65  | 79  | 263  | 246 | +17   | 335    | 1,43   | –     |
| Stand: Saisonende 2019 |                             |       |     |     |     |     |      |     |       |        |        |       |

## UEFA-Fünfjahreswertung
Platzierung in der UEFA-Fünfjahreswertung:
(in Klammern die Vorjahresplatzierung). Die Kürzel CL, EL und CO hinter den Länderkoeffizienten geben die Anzahl der Vertreter in der Saison 2026/27 der Champions League, der Europa League sowie der Conference League an.
- 30.  (28)  Aserbaidschan (Liga, Pokal) – Koeffizient: 19.625 – CL: 1, EL: 1, CO: 2
- 31.  (35)  Irland (Liga, Pokal) – Koeffizient: 14.968 – CL: 1, EL: 1, CO: 2
- 32.  (31)  Moldau (Liga, Pokal) – Koeffizient: 14.500 – CL: 1, EL: 1, CO: 2
- 33.  (41)  Island (Liga, Pokal) – Koeffizient: 13.520 – CL: 1, EL: 1, CO: 2
- 34.  (39)  Bosnien und Herzegowina (Liga, Pokal) – Koeffizient: 13.031 – CL: 1, EL: 0, CO: 3

Stand: Ende der Europapokalsaison 2024/25

## Qualifikation für europäische Wettbewerbe
Der Meister qualifiziert sich für die 1. Qualifikationsrunde der UEFA Champions League. Der Pokalsieger steigt in der 2. Qualifikationsrunde in die UEFA Europa Conference League ein. Der Vizemeister und der 3. der Liga spielen in der 1. Qualifikationsrunde in diesen Wettbewerb. Ist der Pokalsieger auch Meister geworden, geht der Platz in der 2. Qualifikationsrunde an den Vizemeister und dessen Platz in der 1. Qualifikationsrunde belegt der 4. der Liga. Der Vierte der Liga spielt auch Conference League, wenn der Pokalsieger in der Liga Platz 2 oder 3 belegt.